# Upplands runinskrifter 732
Upplands runinskrifter 732 är en runsten som står i Runstensbacken i Sörskog, 1,6 km söder om Grillby i Villberga socken, Enköpings kommun i Uppland. 

## Stenen
Stenen avritades i samband med Johan Hadorph och Petrus Helgonius besök på 1600-talet och teckningen visar en runorm i fågelperspektiv vilket daterar den till tusentalets första hälft. Richard Dybeck skrev på 1860-talet att stenen skadats av åskan. Runstenen låg omkullslagen fram till 1925 då den reses på sin nuvarande plats. Att ett kors finns inristat visar att Kvigbjörn och Torsten var kristna. Den från runor översatta inskriften följer nedan:

## Inskriften
Translitterering av runraden:
k[uihbia-... + r]aisti + stain + þina + a[ftr + þ(o)(r)s(t)(a)in + b...r + sin]
Normalisering till runsvenska:
Kvigbio[rn] ræisti stæin þenna æftiʀ Þorstæin, b[roðu]r sinn.
Översättning till nusvenska:
Kvigbjörn reste denna sten efter Torsten, sin broder.